# Свети Спас (Чудинци)
„Възнесение Господне“ или „Свети Спас“) е българска църква в село Чудинци, община Кюстендил.
Църквата се намира в местността Кръсто, върху рид с надморска височина 1215 m, на метри от границата с Република Сърбия. Малка еднокорабна, едноапсидна сграда с външни размери 4,5 Х 3,5 m. Апсидата е полукръгла с височина 1,6 m. Строена е от ломени камъни и кал. Дебелината на стените е 70 см. При засводяването са използвани дървени сантрачи. Има запазени следи от мазилка. Не са запазени стенописи. Поради близостта и до граничната бразда, достъпът в течение на десетилетия е бил ограничен и покривът и горната част от стените са рухнали. Понастоящем църквата се възстановява от местни ловци, които са издигнали зад апсидата висок метален кръст.